# Aston2 Menu
Aston2 Menu — утилита, которая представляет собой альтернативу главному меню Windows, разработанная командой программистов «Gladiators Software».

## Возможности
- Поддержка UNICODE.
- Большое количество скинов.
- виджеты.
- Удобное, простое и безопасное использование.
- Настройка горячих клавиш.
- Минимальное потребление системных ресурсов.
- Поддержка звуков.
- Плагины.
- Поддержка 32-битных и 64-разрядных версий платформ.
- Многоязычная поддержка языков (включая русский язык).